# Val en Vignes
Pour les articles homonymes, voir Vignes.
Ne doit pas être confondu avec Val des Vignes, commune située en Charente.
Val en Vignes est une commune nouvelle française créée le 1er janvier 2017 située dans le département des Deux-Sèvres en région Nouvelle-Aquitaine.
Elle regroupe les anciennes communes de Cersay, Bouillé-Saint-Paul, Saint-Pierre-à-Champ et Massais.

## Géographie

### Localisation
Val en Vignes est à 14 km au nord-ouest de Thouars.

### Communes limitrophes
| Cléré-sur-Layon Passavant-sur-Layon Lys-Haut-Layon Maine-et-Loire |               | Bouillé-Loretz    |
| Genneton                                                          | Val en Vignes | Argenton-l'Église |
| Argentonnay                                                       |               | Mauzé-Thouarsais  |

### Hydrographie
- L'Argenton traverse la commune.

### Climat
Pour des articles plus généraux, voir Climat de la Nouvelle-Aquitaine et Climat des Deux-Sèvres.
Historiquement, la commune est exposée à un climat océanique du nord-ouest.  
En 2020, Météo-France publie une typologie des climats de la France métropolitaine dans laquelle la commune est exposée à un climat océanique et est dans la région climatique Moyenne vallée de la Loire, caractérisée par une bonne insolation (1 850 h/an) et un été peu pluvieux.
Pour la période 1971-2000, la température annuelle moyenne est de 11,8 °C, avec une amplitude thermique annuelle de 14,6 °C. Le cumul annuel moyen de précipitations est de 664 mm, avec 11,4 jours de précipitations en janvier et 6,2 jours en juillet. Pour la période 1991-2020, la température moyenne annuelle observée sur la station météorologique la plus proche, située sur la commune de Loretz-d'Argenton à 7 km à vol d'oiseau, est de 12,9 °C et le cumul annuel moyen de précipitations est de 606,9 mm,. Pour l'avenir, les paramètres climatiques de la commune estimés pour 2050 selon différents scénarios d’émission de gaz à effet de serre sont consultables sur un site dédié publié par Météo-France en novembre 2022.

## Urbanisme

### Typologie
Au 1er janvier 2024, Val en Vignes est catégorisée commune rurale à habitat dispersé, selon la nouvelle grille communale de densité à sept niveaux définie par l'Insee en 2022.
Elle est située hors unité urbaine. Par ailleurs la commune fait partie de l'aire d'attraction de Thouars, dont elle est une commune de la couronne,. Cette aire, qui regroupe 26 communes, est catégorisée dans les aires de moins de 50 000 habitants,.

### Risques majeurs
Le territoire de la commune de Val en Vignes est vulnérable à différents aléas naturels : météorologiques (tempête, orage, neige, grand froid, canicule ou sécheresse), mouvements de terrains et séisme (sismicité modérée). Il est également exposé à un risque particulier : le risque de radon. Un site publié par le BRGM permet d'évaluer simplement et rapidement les risques d'un bien localisé soit par son adresse soit par le numéro de sa parcelle.

#### Risques naturels

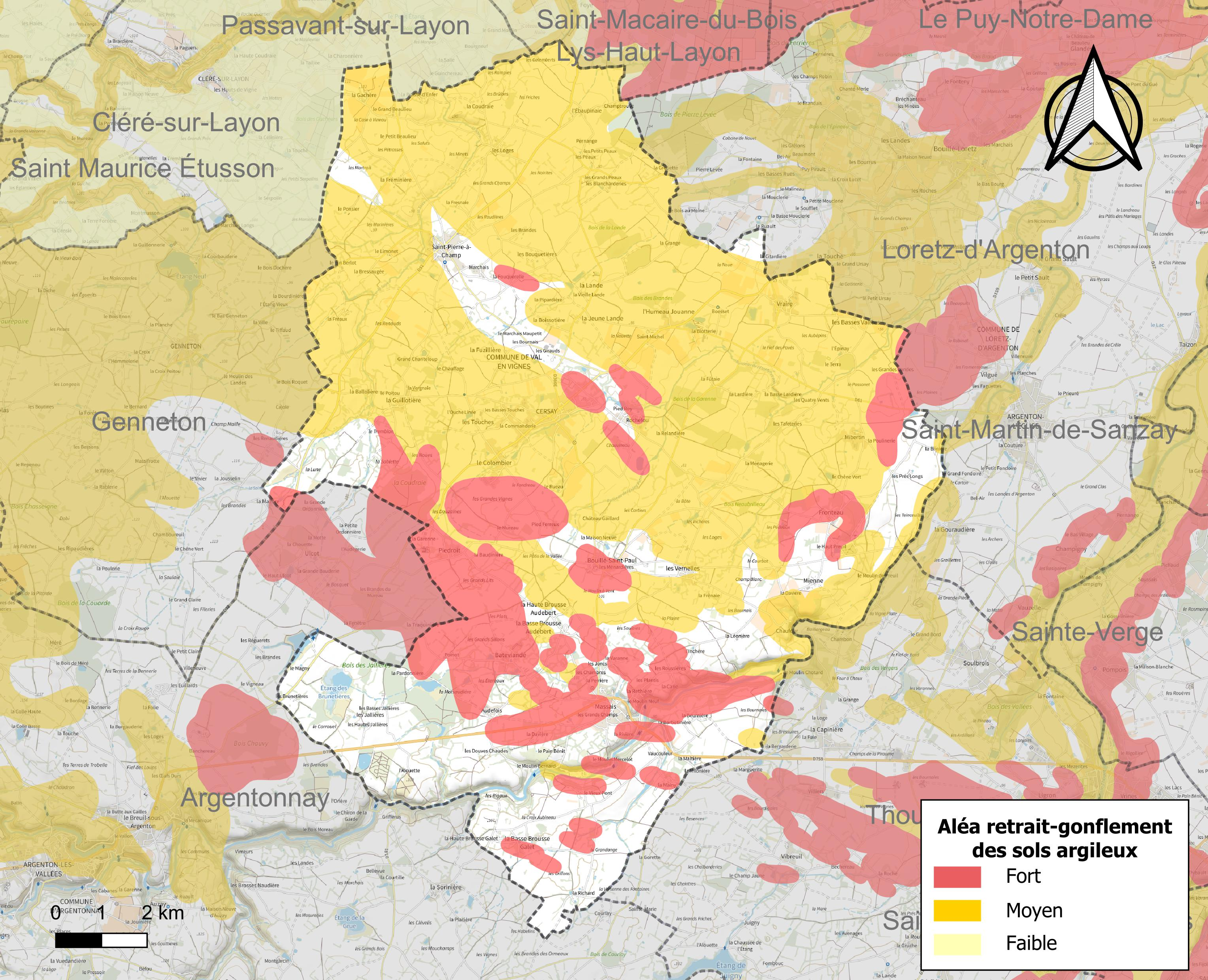
Carte des zones d'aléa retrait-gonflement des sols argileux de Val en Vignes.

Les mouvements de terrains susceptibles de se produire sur la commune sont des tassements différentiels. Le retrait-gonflement des sols argileux est susceptible d'engendrer des dommages importants aux bâtiments en cas d’alternance de périodes de sécheresse et de pluie. 74,2 % de la superficie communale est en aléa moyen ou fort (54,9 % au niveau départemental et 48,5 % au niveau national). Depuis le 1er octobre 2020, en application de la loi ELAN, différentes contraintes s'imposent aux vendeurs, maîtres d'ouvrages ou constructeurs de biens situés dans une zone classée en aléa moyen ou fort,.
La commune a été reconnue en état de catastrophe naturelle au titre des dommages causés par les inondations et coulées de boue survenues en 1983, 1995, 1999, 2001, 2010 et 2018, par la sécheresse en 1989, 1991, 1996, 2003, 2005, 2011 et 2017 et par des mouvements de terrain en 1999 et 2010.

#### Risque particulier
Dans plusieurs parties du territoire national, le radon, accumulé dans certains logements ou autres locaux, peut constituer une source significative d’exposition de la population aux rayonnements ionisants. Selon la classification de 2018, la commune de Val en Vignes est classée en zone 3, à savoir zone à potentiel radon significatif.

## Histoire
La commune nouvelle est créée par l'arrêté préfectoral du 24 novembre 2016 avec effet au 1er janvier 2017. On note que dans l'arrêté signé par le préfet, la graphie de la commune nouvelle n'est pas conforme aux règles de typographie française ; en effet la commune aurait dû se nommer « Val-en-Vignes ».
La commune est issue du regroupement des trois communes Bouillé-Saint-Paul, Cersay et Massais qui deviennent des communes déléguées ; son chef-lieu se situe à Cersay.

## Politique et administration

### Composition
La commune nouvelle est formée par la réunion de 3 anciennes communes :
| Nom                | Code Insee | Intercommunalité | Superficie (km2) | Population (dernière pop. légale) | Densité (hab./km2) |
| ------------------ | ---------- | ---------------- | ---------------- | --------------------------------- | ------------------ |
| Cersay (siège)     | 79063      | CC du Thouarsais | 36,78            | 998 (2014)                        | 27                 |
| Bouillé-Saint-Paul | 79044      | CC du Thouarsais | 20,38            | 410 (2014)                        | 20                 |
| Massais            | 79168      | CC du Thouarsais | 21,14            | 611 (2014)                        | 29                 |

### Liste des maires
| Période      | Période                       | Identité           | Étiquette | Qualité                                                                                          |
| ------------ | ----------------------------- | ------------------ | --------- | ------------------------------------------------------------------------------------------------ |
| janvier 2017 | mai 2020                      | Jean Giret         | DVD       | 2e vice-président de la CC du Thouarsais (2014 → 2020) Maire de Bouillé-Saint-Paul (2008 → 2016) |
| mai 2020     | En cours (au 19 janvier 2021) | Christophe Guillot | DVG       | Référent technique                                                                               |

### Politique environnementale
Dans son palmarès 2024, le Conseil national de villes et villages fleuris de France a attribué une fleur à la commune.

## Population et société

### Démographie
L'évolution du nombre d'habitants est connue à travers les recensements de la population effectués dans la commune depuis sa création.

En 2022, la commune comptait 2 023 habitants, en évolution de −0,98 % par rapport à 2016 (Deux-Sèvres : +0,18 %, France hors Mayotte : +2,11 %).
| 2015  | 2020  | 2022  |
| ----- | ----- | ----- |
| 2 031 | 2 035 | 2 023 |

## Économie
- Exploitations agricoles.

## Culture locale et patrimoine

### Lieux et monuments
Il convient de se reporter aux articles consacrés aux anciennes communes fusionnées.

### Personnalités liées à la commune
Il convient de se reporter aux articles consacrés aux anciennes communes fusionnées.